# Dulcy (film, 1923)
Pour l’article homonyme, voir Dulcy.

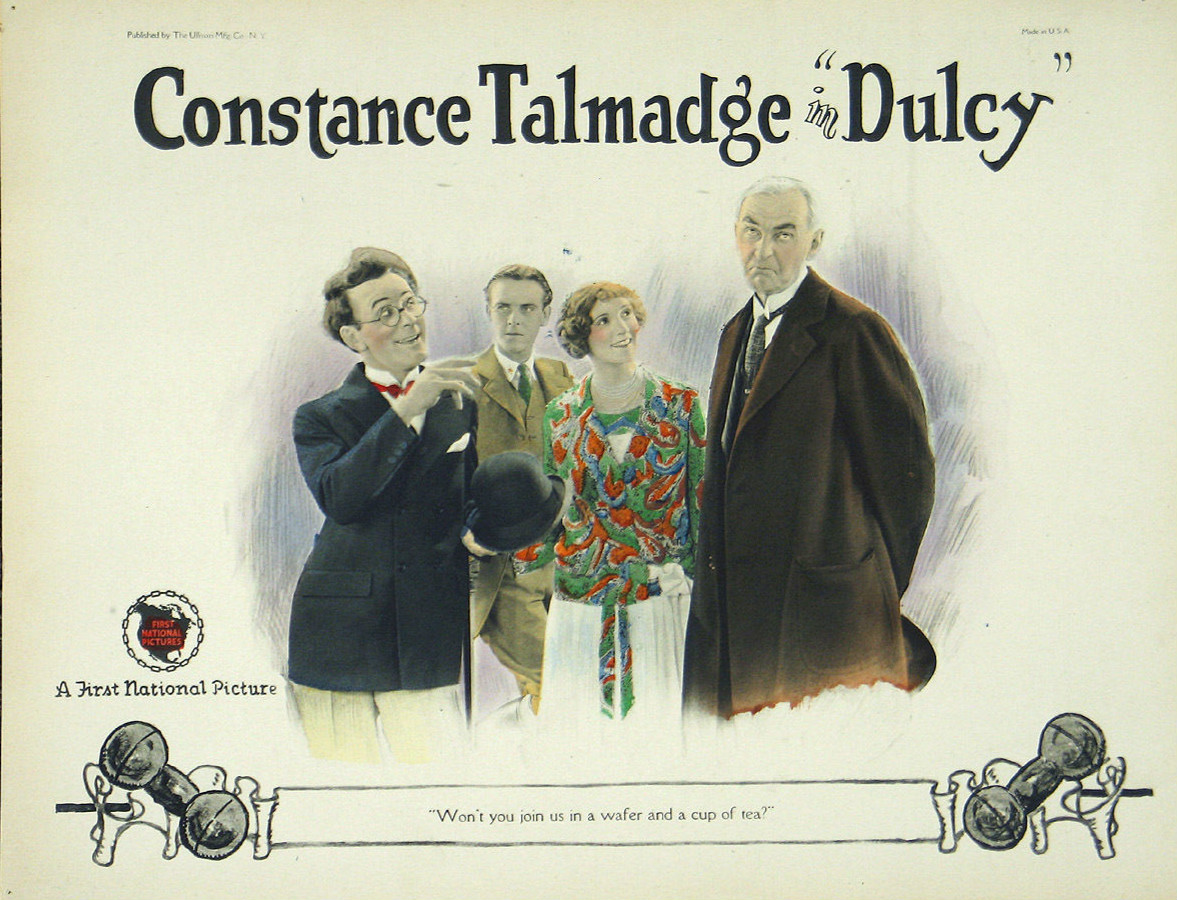
Carte promotionnelle du film

Dulcy est un film américain réalisé par Sidney Franklin et sorti en 1923, adapté d'une production de Broadway du même nom datant de 1921. C'est un des plus grands succès de l'actrice Constance Talmadge.
Il a fait l'objet d'un remake en 1930, Dulcy (Not So Dumb) réalisé par King Vidor.

## Synopsis
Une jeune épouse invite à diner deux clients de son mari afin de les convaincre d'investir dans ses projets.

## Fiche technique
- Réalisation : Sidney Franklin
- Scénario : John Emerson, Anita Loos, C. Gardner Sullivan d'après la pièce Dulcy de Marc Connelly et George S. Kaufman
- Production : Constance Talmadge Film Company
- Distributeur : Associated First National Pictures
- Photographie : Norbert Brodine
- Durée : 7 bobines[3]
- Date de sortie :
  - États-Unis : 23 août 1923

## Distribution
- Constance Talmadge : Dulcy
- Claude Gillingwater : Mr. Forbes
- Jack Mulhall : Gordon Smith
- John Harron : Bilsly Parker
- Anne Cornwall : Angela Forbes
- George Beranger : Vincent Leach
- Fred Esmelton : Blair Patterson
- Milla Davenport : Matty